# Being There (álbum)
Being There —en español: Estando allí— es el segundo disco de la banda de rock originaria de Chicago, Wilco. A pesar de ser publicado como disco doble, Being There se vendió a precio de disco sencillo debido a un conflicto entre el cantante Jeff Tweedy y Reprise Records. Lanzado el 29 de octubre de 1996, el disco significó una mejora para la banda tanto en ventas como en críticas, en comparación con A.M., su disco anterior.
El nombre del disco fue tomado del filme de 1979 Being There. El esfuerzo de la producción presentó letras más surrealistas e introspectivas que en el disco anterior, esto se debió en parte a varios cambios significantes en la vida de Tweedy, entre ellos, el nacimiento de su primer hijo. Musicalmente superpuso el estilo reminiscente de country alternativo de las canciones de Uncle Tupelo con canciones psicodélicas y surrealistas. Es el único disco de Wilco en el que aparece Bob Egan como guitarrista y el último con el multiinstrumentista Max Johnston.

## Contenido
Jeff Tweedy fundó Wilco en 1994 después de que surgieran diferencias de creatividad entre él y Jay Farrar, las cuales, también fueron las causantes de la separación de la banda Uncle Tupelo. La banda entró en el estudio de grabación casi inmediatamente después de grabar y lanzar "A.M." en 1995, el cual obtuvo ventas decepcionantes. Por otro lado, la nueva banda de Jay Farrar, Son Volt, lanzó el álbum "Trace" a finales de 1995 obteniendo críticas elogiadoras y buenas ventas. Trace ofreció también una exitosa canción del tipo college rock en "Drown", la cual entró al top diez de la lista Mainstream Rock Tracks de la revista Billboard, aumentando así la competencia entre las dos bandas.
Tweedy sentía que Wilco estaba incompleto sin un segundo guitarrista, debido a la salida de Brian Henneman después de las sesiones de grabación de "A.M.". El director de giras de Wilco, Bob Adrews, ayudó a Tweedy a ponerse en contacto con Jay Bennett, un multiinstrumentista que estaba en busca de una nueva banda para unirse, después de que su banda de power pop, "Titanic Love Affair" fuera rechazada por su sello discográfico. Bennett se unió a Wilco después de que Tweedy le enviara unas cuantas canciones de Uncle Tupelo y una copia de "A.M.". Tweedy estaba intrigado por el hecho de que Bennet podía tocar el teclado, un instrumento que ningún otro miembro de Wilco tocaba.

## Producción
La primera idea central del material para el álbum surgió durante un tiempo particularmente estresante en la vida de Tweedy. Él había recientemente dejado de fumar marihuana, la asistencia a los conciertos de Wilco estaba disminuyendo, y estaba tratando de controlar su matrimonio, una hipoteca y el cumpleaños de su primer hijo. Él respondió a estas presiones:

Aprendía lentamente. Tenía treinta años y todavía no aceptaba la idea de que estaba haciendo una vida como cantante. Estuve en una banda punk durante un largo periodo de tiempo y pensaba que esa era mi vida. Era el bajista de una banda en la que ganaba cincuenta dólares la noche, pagaba ochenta dólares de alquiler al mes, hacía grabaciones independientes y no obtenía pago por ellas, y tenía la ingenua sensación de que siempre haría esto y de que nunca tendría más responsabilidades que esta. Pasé de esto, a ser un papá y un cantante de un gran sello discográfico que tenía la presión de mantener a una familia y también de hacer algo que me hiciera sentir bien artísticamente.

Para Being There, Tweedy quiso mezclar las experiencias que él tenía haciendo música con las que tenía escuchándola. Una de las primeras canciones que Tweedy escribió fue "Misundestood", la cual trata acerca de un artista musical torturado desde el punto de vista de un fan. La misma, contiene varias referencias evidentes de la separación de Uncle Tupelo, incluyendo la adición de insultos que Farrar usó en su contra, específicamente uno en el que lo llama "niño de mamá". La canción concluye con el artista arremetiendo en contra del escucha con satírica de autocompasión; una rebelión en contra de los fanes que vieron a Uncle Tupelo solo como un arquetipo de Gram Parsons inspirado en el rock country. Para inducir una sensación de caos en la canción, los miembros de Wilco grabaron una pista en donde cambian a instrumentos nuevos y colocaron secciones de eso en la canción. El tema de un "artista torturado" es también encontrado en otra de las canciones; el fin de "Sunken treasure" presenta a Tweedy clamando por una reanudación de su juventud como roquero punk.
Una dicotomía del estilo musical fue presentada en las canciones del álbum. "Hotel Arizona", "Sunken treasure", y "Misunderstood" ofrecieron un lenguaje personal y más surrealista en comparación con las canciones de country alternativo como "The lonely 1" y "Far, far away". Para mejorar esta dicotomía entre lo simple y lo surreal, cada canción fue practicada, grabada y mezclada en solamente un día. El nombre del álbum fue tomado de la comedia Being There de 1979, porque la banda creyó que el personaje de Peter Sellers, Chance, tenía una mentalidad análoga con la del álbum. Wilco procuró incorporar influencias de otras bandas, pero no a un grado autoritario; sin embargo, no fueron capaces de lograr esto con canciones como "Monday", influenciada por los Rolling Stones. A diferencia de A.M., la banda no tenía preferencia sobre si "Being There" podría producir éxitos radiales.
Cuando las sesiones de grabación terminaron, Wilco originalmente había grabado treinta canciones, pero lograron reducirlas a diecinueve cubriendo un lapso de setenta y siete minutos. Tweedy decidió que quería lanzar todo el material como un disco doble, pero era consciente de que los consumidores no estarían dispuestos a comprarlo. El precio de venta de un disco doble era como mínimo de 30 dólares, y el de uno sencillo era como máximo de USD17.98. Tweedy abordó al ejecutivo discográfico Joe McEwen, quién originalmente había firmado a Uncle Tupelo con el sello de la Warner Brothers, acerca de vender Being There a precio de disco sencillo. McEwen primeramente rechazó la idea, pero estuvo dispuesto a convencer al presidente de Reprise Records, Howie Klein, de sumarse a la solicitud de Tweedy. Para compensar las pérdidas financieras que el sello tendría, Tweedy aceptó recortar más sus regalías del álbum. Para 2003, se estimó que perdería cerca de USD600 000 por esto, pero Tweedy quedó satisfecho con el trato.
Being There fue el único álbum de Wilco en el que participó Bob Egan de la banda Freakwater. Egan fue invitado al estudio después de que Freakwater abriera para Wilco algunos eventos. Él solo tocó en dos canciones ("Far, far away" y "Dreamer in my dreams"), pero acompañó a la banda durante la gira. Fue el último álbum para el multiinstrumentista Max Johnston, quién los dejó porque estaba experimentando problemas maritales y creyó que Bennett estaba haciéndose cargo de su lugar en la banda. Jeff Tweedy fue el cantante y el guitarrista secundario, Jay Bennett el guitarrista principal, y también tocaba otra variedad de instrumentos. John Stirratt tocaba el bajo y Ken Coomer le daba a la batería. Todos los miembros de la banda tocaron diferentes instrumentos en "Misunderstood".

## Acogida
Being There fue acogido de manera positiva por las críticas. Jason Ankeny, editor de Allmusic le dio al álbum cuatro estrellas y media y se refirió a él como "el más grande salto hacia adelante del grupo". Alabó la habilidad de la banda de contraponer psicodelia y power pop con canciones que "no habrían sonado en absoluto fuera de lugar en Exile on Main St.". Greg Kot, escritor de la revista Rolling Stone le dio al álbum cuatro estrellas y elogió la forma en que "se aventuró a salir de forma segura a un mundo cargado de ansiedad... el consuelo que siguen encontrando en el rock and roll." Robert Christgau fue más modesto, escribiendo "no tiene sentido negar el logro de Jeff Tweedy siempre y cuando reconzcas su insularidad." Ryan Schreiber de Pitchfork Media llamó al álbum un "mejoramiento masivo como banda y como compositores" pero también señaló que "el juego de dos discos parece un poco más que una idea de comercialización." En 2003, Pitchfork Media lo nombró el 88.º mejor álbum de los '90s. Críticos de The Village Voice nombraron al álbum Being There el 14.º mejor del año en su encuesta de críticas Pazz & Jop de 1996. En 2004 Stylus Magazine lo colocó en el lugar 178 de su lista "Top 101-200 de álbumes favoritos de todos los tiempos".
El álbum supuso una notable mejora sobre A.M. en la tabla de la revista Billboard. Alcanzó su punto máximo con el número 73 en los Billboard 200, mientras que A.M no llegó a la tabla. "Outtasite (outta mind)" fue lanzada como sencillo, y recibió en algunas estaciones de radio de college rock una cobertura radiofónica moderada. Para 2003, el álbum tenía vendidas más de 300 000 copias.
La Valve Corporation usó "Some else's song" como base para el tema de apertura de The Engineer en su videojuego de disparos en primera persona, Team Fortress 2.

## Personal
- Jeff Tweedy – voz principal y secundaria, guitarra, bajo, radio
- John Stirratt – bajo, violín, piano, voz secundaria
- Jay Bennett – guitarra, pianos, órganos, armónica, lap steel, batería, acordeón, voz secundaria
- Ken Coomer – batería, percusión, guitarra, voz secundaria
- Max Johnston – dobro, fiddle, mandolín, banjo, voz secundaria
- Bob Egan – pedal steel (D1: T2), guitarra eléctrica nacional (D2: T9)
- Greg Leisz – pedal steel (D2: T8)
- Larry Williams – saxofón tenor (D1: T3)
- Gary Grant, Jerry Hey – trompeta (D1: T3)
- Jesse Green – violín (D2: T8)
- Dan Higgins – saxofón barítono, saxofón tenor (D1: T3)
- Jim Rondinelli, Chris Shepard – ingeniero de audio, máster de grabación
- Ron Lowe, Mike Scotella, Lou Whitney, Chris Shepard[28] – ingenieros de audio
- Bob Ludwig, Skip Saylor, Jim Scott – másteres de grabación
- Dahn Davis – diseñador gráfico
- Brad Miller – fotógrafo

## Listado de canciones

### Disco 1
1. "Misunderstood"[nb 1]– 6:28
2. "Far, far away" – 3:20
3. "Monday" – 3:33
4. "Outtasite (outta mind)" – 2:34
5. "Forget the flowers" – 2:47
6. "Red-eyed and blue" – 2:45
7. "I got you (at the end of the century)" – 3:57
8. "What's the world got in store" – 3:09
9. "Hotel Arizona" – 3:37
10. "Say you miss me" – 4:07

### Disco 2
1. "Sunken treasure" – 6:51
2. "Someday soon" – 2:33
3. "Outta mind (outta sight)" – 3:20
4. "Someone else's song" – 3:21
5. "Kingpin" – 5:17
6. "(Was I) In your dreams" – 3:30
7. "Why would you wanna live" – 4:16
8. "The lonely 1" – 4:48
9. "Dreamer in my dreams" – 6:43

1. 